# Gomila u Ćelića bunaru
Gomila u Ćelića bunaru u selu Poljicima, općina Podbablje, zaštićeno kulturno dobro.

## Opis dobra
Nastala je oko 2000. pr. Kr. Veća grobna prapovijesna gomila nalazi se oko sedamdeset metara sjeverno od ceste Zagvozd-Imotski i zaseoka Čelići. Radi se o prapovijesnom tumulu (gomili) promjera oko petnaest metara te visine oko jedan metar. Na površini gomile vidljivi su grobovi ozidani suhozidom, vjerojatno iz kasnosrednjovjekovnog razdoblja. Iako nisu provođena nikakva arheološka istraživanja, s obzirom na materijal pronađen na površini i u blizini tumula, ovu važnu i bogatu nekropolu moguće je datirati u brončano i željezno doba. Naime, u neposrednoj blizini tumula, nalazi se nekoliko brončanodobnih gradina: Kosmetovica, Brkića gradina koje čine jedinstvenu fortifikacijsku cjelinu ovog područja, a sam tumul je u uskoj vezi sa životom na ovim gradinama.

## Zaštita
Pod oznakom Z-5344 zavedena je kao nepokretno kulturno dobro - pojedinačno / arheologija, pravna statusa preventivno zaštićena kulturnog dobra, klasificirano kao "kopnena arheološka zona/nalazište".